# One Million Dollar Paranormal Challenge
Le One Million Dollar Paranormal Challenge (défi paranormal à un million de dollars) était une activité menée par la James Randi Educational Foundation à partir de 1964, dirigée par le mentaliste Banachek,,,, jusqu'à sa suspension en 2015. La fondation invitait les gens qui prétendent posséder des pouvoirs paranormaux à les tester selon des critères scientifiques rigoureux, un résultat positif leur permettant d'empocher la prime d'un million de dollars. Plus de mille personnes ont répondu à l'appel, sans que l'une d'elles puisse satisfaire aux exigences du test,,.

## Histoire et déroulement

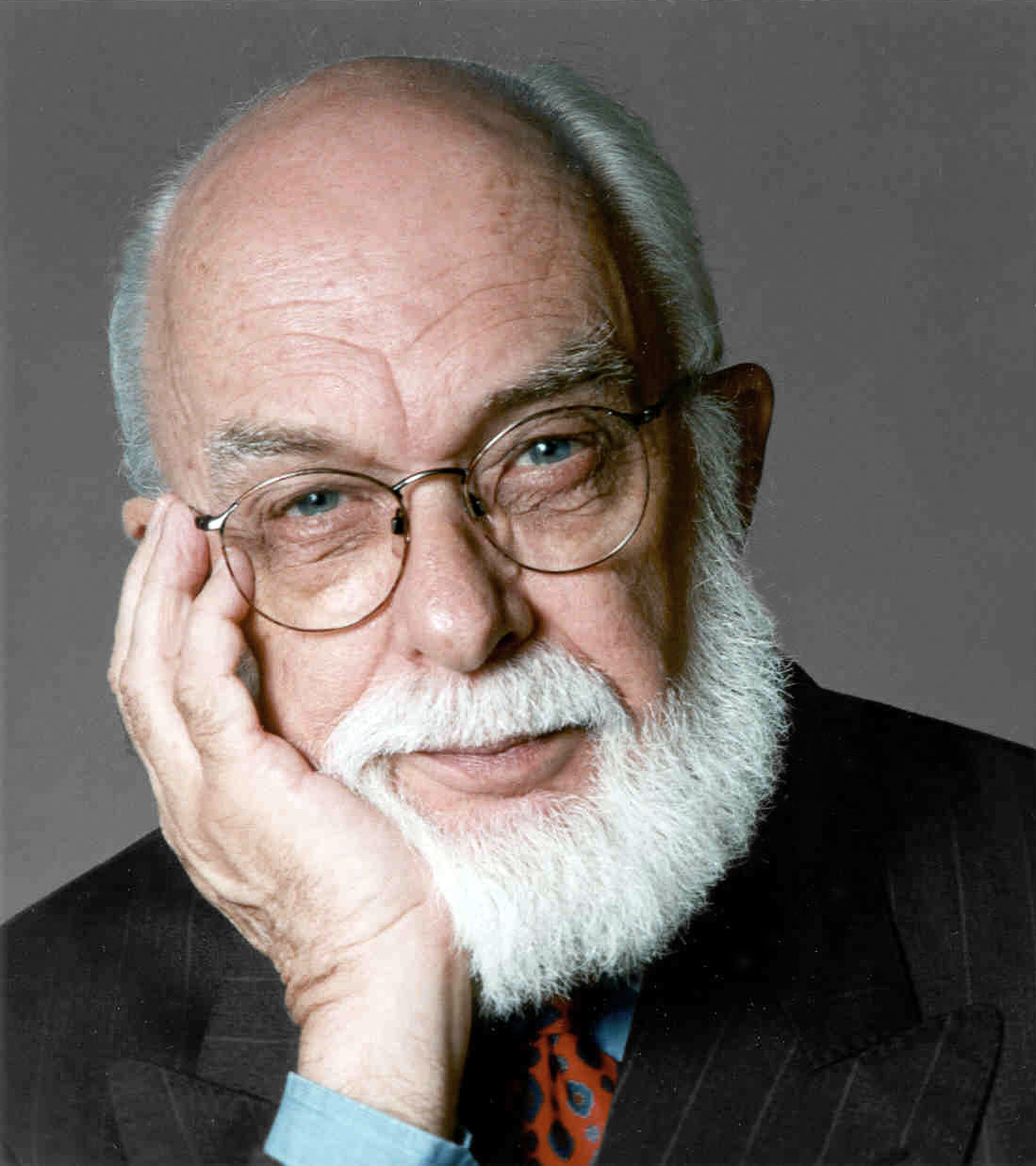
James Randi, fondateur de la James Randi Educational Foundation

James Randi a développé le concept de l'activité après qu'un parapsychologue l'a mis au défi de prouver que les pouvoirs paranormaux n'existent pas. Randi a d'abord offert un prix de 1000$ et l'a rapidement augmenté à 10 000$. Pour créer une émission de télévision intitulée The $100,000 Psychic Prize, Lexington Broadcasting a par la suite ajouté 90 000$. L'entrepreneur Rick Adams a finalement fait un don d'un million de dollars pour le défi, en 1996. 
Les participants devaient s'entendre avec les organisateurs sur des critères de succès mesurables avant le test. Les résultats du test devaient indiquer sans ambiguïté que les critères avaient été satisfaits pour pouvoir remporter le prix. Certains des participants ayant exprimé l'opinion que le scepticisme de Randi à l'égard des phénomènes paranormaux pouvait influencer les résultats, celui-ci s'est dit disposé à s'éloigner d'une grande distance au moment où le test avait lieu et ne participer d'aucune façon à son exécution.
De 2007 à 2011, les candidats devaient démontrer qu'ils jouissent d'une certaine visibilité médiatique ou d'une réputation académique. La fondation espérait ainsi pouvoir investir ses énergies à encourager la participation des gros noms du paranormal, tels Sylvia Browne et John Edward. Ces restrictions ont été abandonnées lorsqu'il est devenu évident que ce genre de personnes n'allaient pas se plier à un test scientifique,,.
C'est durant cette période, en 2008, que Randi a fait semblant de remettre le prix au magicien Seth Raphael, comme poisson d'avril. Le prix n'a en fait jamais été remis, aucun des quelque mille participants n'ayant réussi à faire une démonstration qui résiste à un examen scientifique. Randi a souligné que peu d'entre eux étaient prêts à envisager sérieusement que leurs pouvoirs pourraient ne pas exister.
L'activité a pris fin en 2015, peu après que Randi a pris sa retraite et a abandonné son poste officiel à la fondation. Les fonds ont été versés à un nouveau programme de contribution de la fondation,.

## Critiques
L'astronome Dennis Rawlins a estimé que l'activité manquait de sincérité et que Randi s'assurait de ne jamais avoir à verser la prime. En 1981, Rawlins a dit que Randi aurait indiqué qu'il y avait toujours une façon de s'en sortir. Randi a répliqué que la citation complète est en fait : « J'ai toujours une façon de m'en sortir : j'ai raison ! »,. 
La médium Rosemary Altea a spéculé que le million de dollars est en fait une fiction, ou n'existe que sous la forme de promesses. La fondation a indiqué que les fonds existent dans un véhicule de placement financier sous la forme d'obligations négociables, sous le nom James Randi Educational Foundation Prize Account et que les preuves peuvent en être fournies sur demande.

## Invitations refusées et candidatures rejetées
La voyante Sylvia Browne a accepté de participer au test lorsque Larry King le lui a demandé à deux reprises en 2001,. Elle a cependant refusé les invitations de la fondation. Pendant cinq ans, une horloge faisait le décompte des semaines qui s'écoulaient depuis que Browne avait accepté de soumettre ses pouvoirs à l'épreuve des faits. Browne est décédée en 2013.
La voyante Leigh Catherine avait initialement accepté de participer à l'activité lorsqu'elle avait été mise au défi par le magicien Paul Zenon, la station de télévision ITV offrant de payer ses frais de déplacement. Elle a finalement décliné, alléguant que la fondation mettrait en place des conditions qui rendraient impossible la réussite du test. 
Randi a initialement rejeté la participation de Rico Kolodzey, un individu qui prétendait n'avoir rien mangé depuis des mois, tirant sa subsistance de l'air. Il a finalement accepté sa candidature en 2006, mais les deux hommes ont été incapables de s'entendre sur une méthode appropriée pour tester les prétentions de Kolodzey.
Randi a rejeté la candidature d'un homme de Bali qui disait (vidéo à l'appui) pouvoir projeter des assaillants par terre à distance, utilisant une tige de bambou jaune, après que les bénévoles envoyés pour faire une enquête préliminaire se soient heurtés à toutes sortes d'obstacles de la part de ses compagnons. La fondation a par la suite reçu une vidéo d'un bénévole disant avoir vérifié les pouvoirs de l'homme, mais la fondation a souligné que la preuve ne correspondait pas à un protocole rigoureux, notamment parce que la vidéo avait été filmée dans la nuit. Visionnant des images de la vidéo, certaines personnes connaissant le maniement des pistolets à impulsion électrique ont indiqué qu'un tel mécanisme pourrait avoir été utilisé,.

## Tests au«Amaz!ng Meeting»
La radiesthésiste Connie Sonne a tenté sans succès de nommer les cartes insérées dans des enveloppes, lors du « Amaz!ng Meeting » de 2009. Dans une entrevue ultérieure avec Mark Edward, elle a indiqué que le moment de révéler ses pouvoirs n'était simplement pas venu.

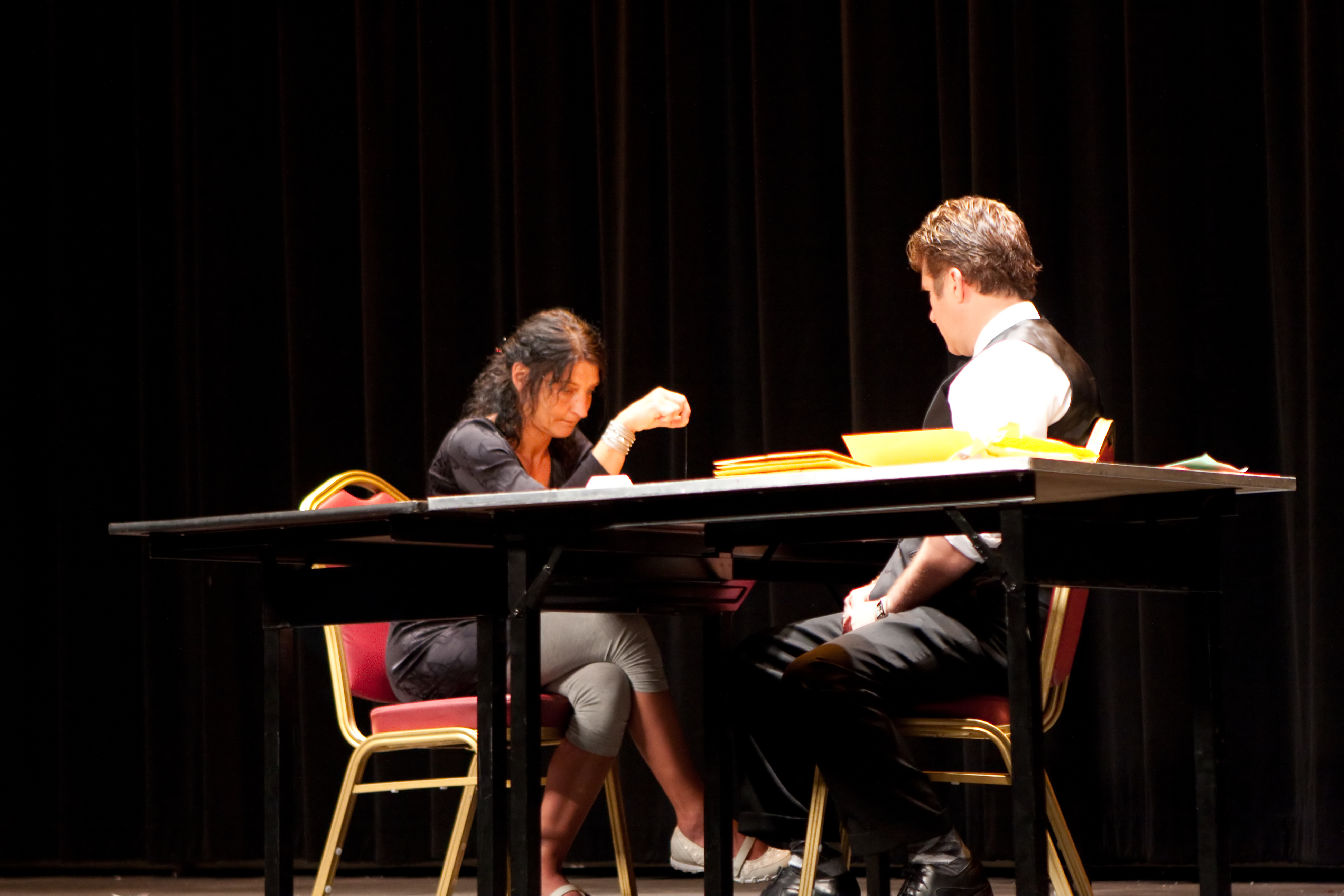
Connie Sonne et Banachek au Amaz!ng Meeting 2009

Un homme nommé Fei Wang a tenté de transmettre une mystérieuse énergie à des volontaires lors de l'édition 2014 de l'événement à Las Vegas, devant 600 personnes. Wang prétendait que les gens pouvaient ressentir une énergie qu'il projetait de ses mains à une distance de trois pieds, peu importe les barrières physiques présentes. Wang et une autre personne, utilisée comme contrôle, « projetaient de l'énergie » tour à tour à des volontaires choisis par Wang, placés derrière un rideau, qui devaient par la suite indiquer quand ils ressentaient la décharge énergétique. Le test a pris fin après que les deux premiers volontaires ont identifié, de manière erronée, le témoin comme étant la source de l'énergie qu'ils ressentaient. Les termes du test prévoyaient que huit réussites sur neuf essais étaient nécessaires.

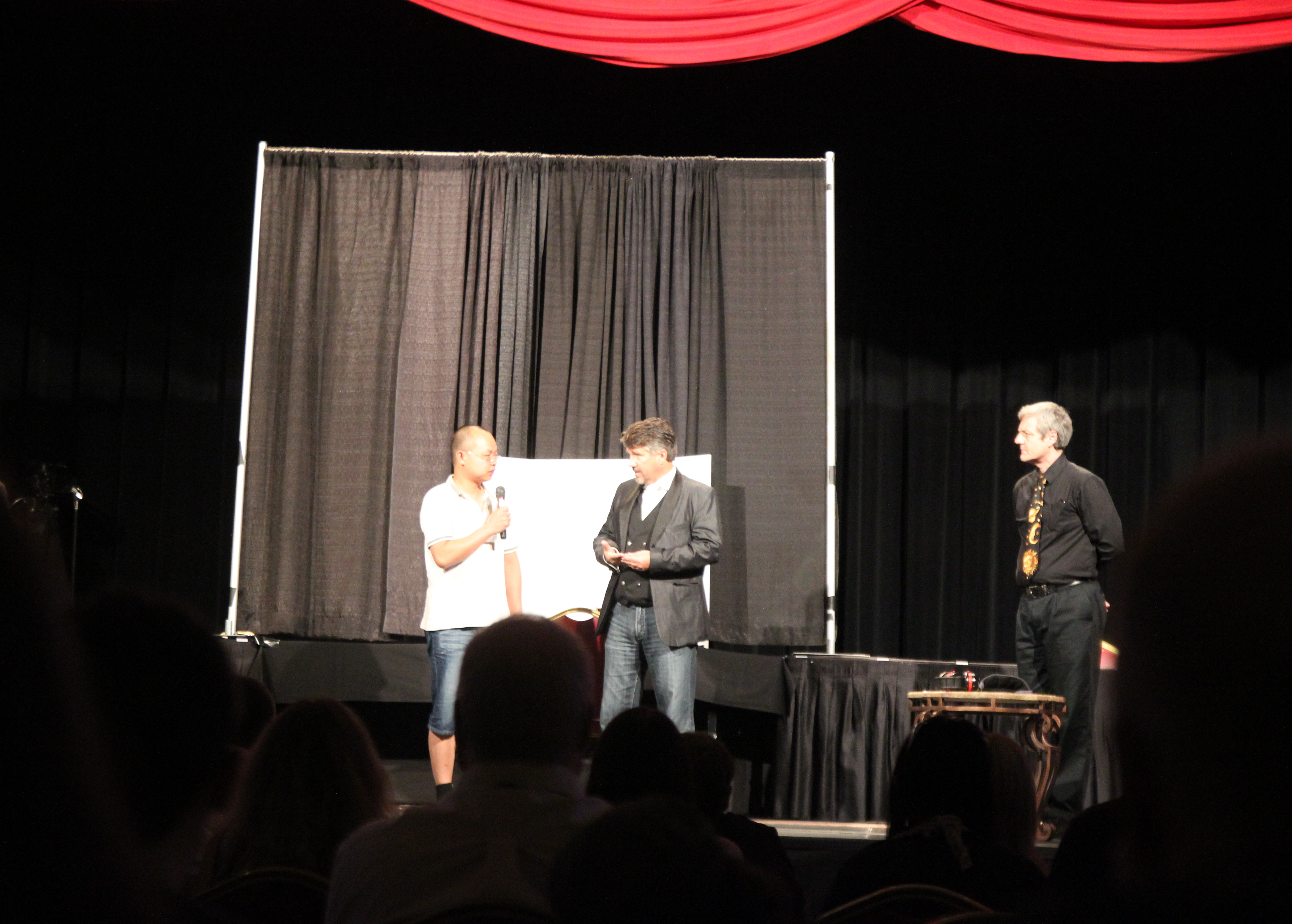
Test du Million Dollar Challenge de Fei Wang, avec Banachek et Richard Saunders qui ont lancé le défi le 13 juillet 2014

À la requête du journaliste Lee Hutchinson d'Ars technica, un test a été mis sur pied lors de l'édition de 2015, pour tester les vertus d'un câble Ethernet qui, selon les fabricants, aurait une performance supérieure aux autres câbles en éliminant toute forme d'interférence électromagnétique. Un test d'écoute en double aveugle s'est terminé après qu'un volontaire a dit percevoir une meilleure qualité de son avec le câble testé, tandis qu'un autre a plutôt choisi le câble ordinaire, et cinq autres n'ont pas perçu de différence,.
| Année | Participant                                      | Pouvoir allégué                    | Test                                                                                 | Résultat | Note                                                |
| ----- | ------------------------------------------------ | ---------------------------------- | ------------------------------------------------------------------------------------ | -------- | --------------------------------------------------- |
| 2007  | Derek Ogilvie                                    | Voyance                            | Nommer quel jouet est utilisé par un enfant à un moment précis                       | Échec    |                                                     |
| 2009  | Connie Sonne                                     | Radiesthésie (pendule)             | Nommer des cartes dans des enveloppes                                                | Échec    |                                                     |
| 2010  | Anita Ikonen                                     | Radiesthésie médicale              | Déterminer laquelle des cinq personnes n'a qu'un seul rein                           | Échec    | Présentée comme une démonstration plutôt qu'un test |
| 2011  | Aucun participant disponible                     |                                    |                                                                                      |          |                                                     |
| 2012  | Andrew Needles                                   | Bracelet améliorant la performance | Indiquer les volontaires portant le produit avec un nombre significatif de réussites | Échec    |                                                     |
| 2013  | Brahim Addoun                                    | Vision à distance                  | Nommer à distance trois des vingt objets                                             | Échec    |                                                     |
| 2015  | Aucun participant disponible, mais démonstration | Câble Ethernet « directionnel »    | Un test d'écoute en double aveugle par des volontaires                               | Échec    |                                                     |

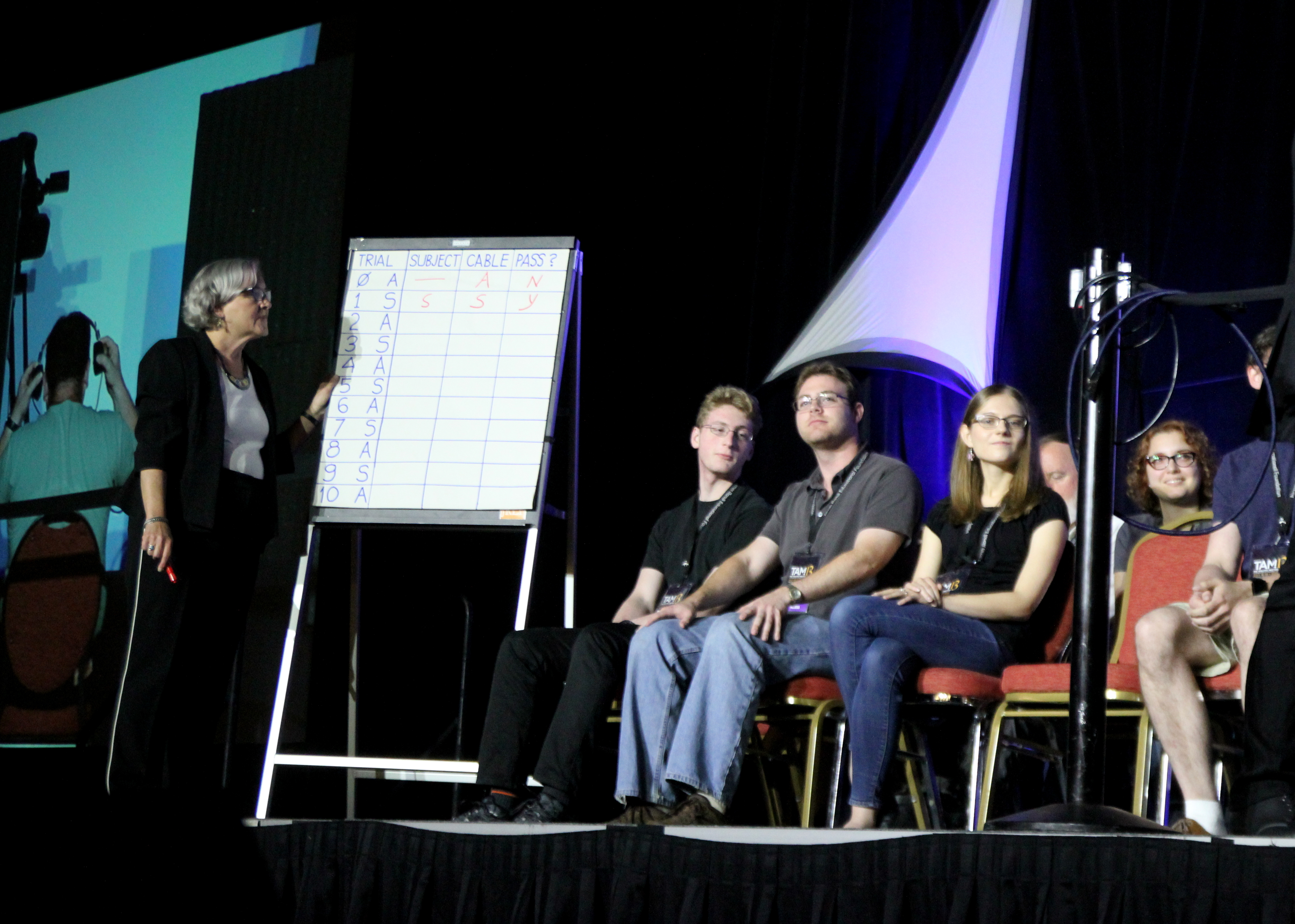
Démonstration du câble ethernet en 2015

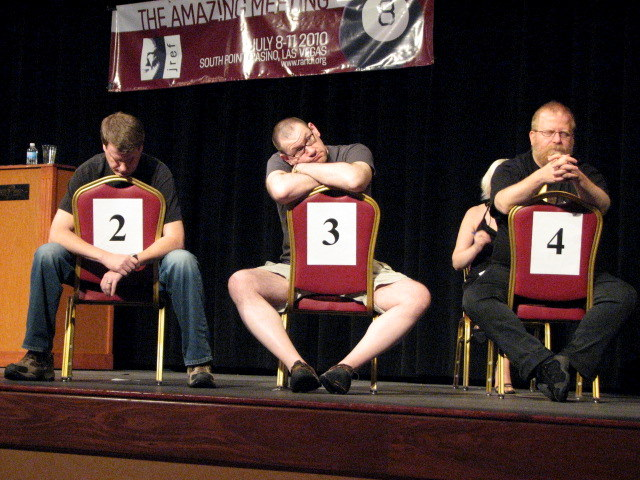
Hal Bidlack, Derek Colanduno et autres sont examinés par un radiesthésiste (2010)
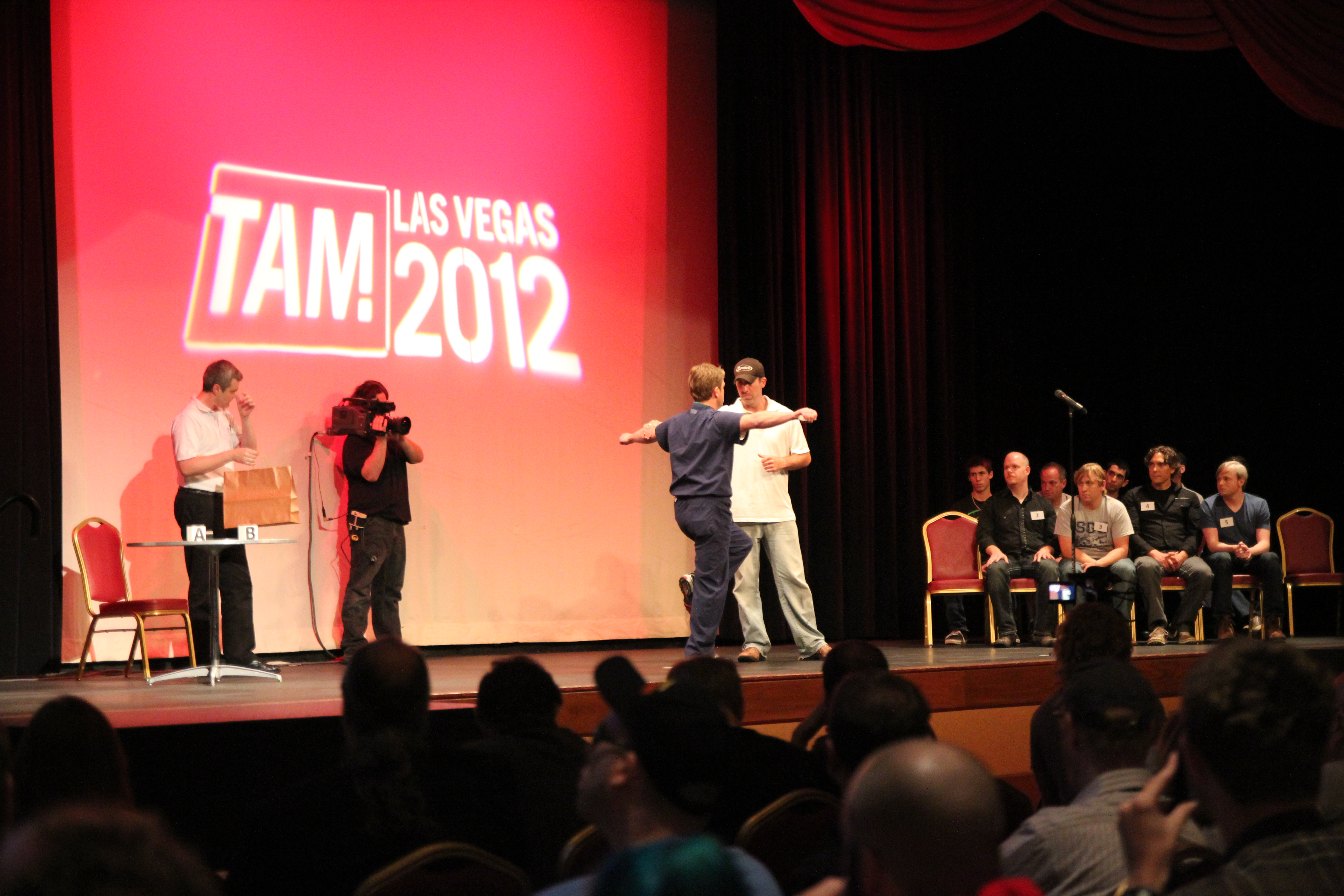
Le bracelet aux vertus prétendument miraculeuses (2012)
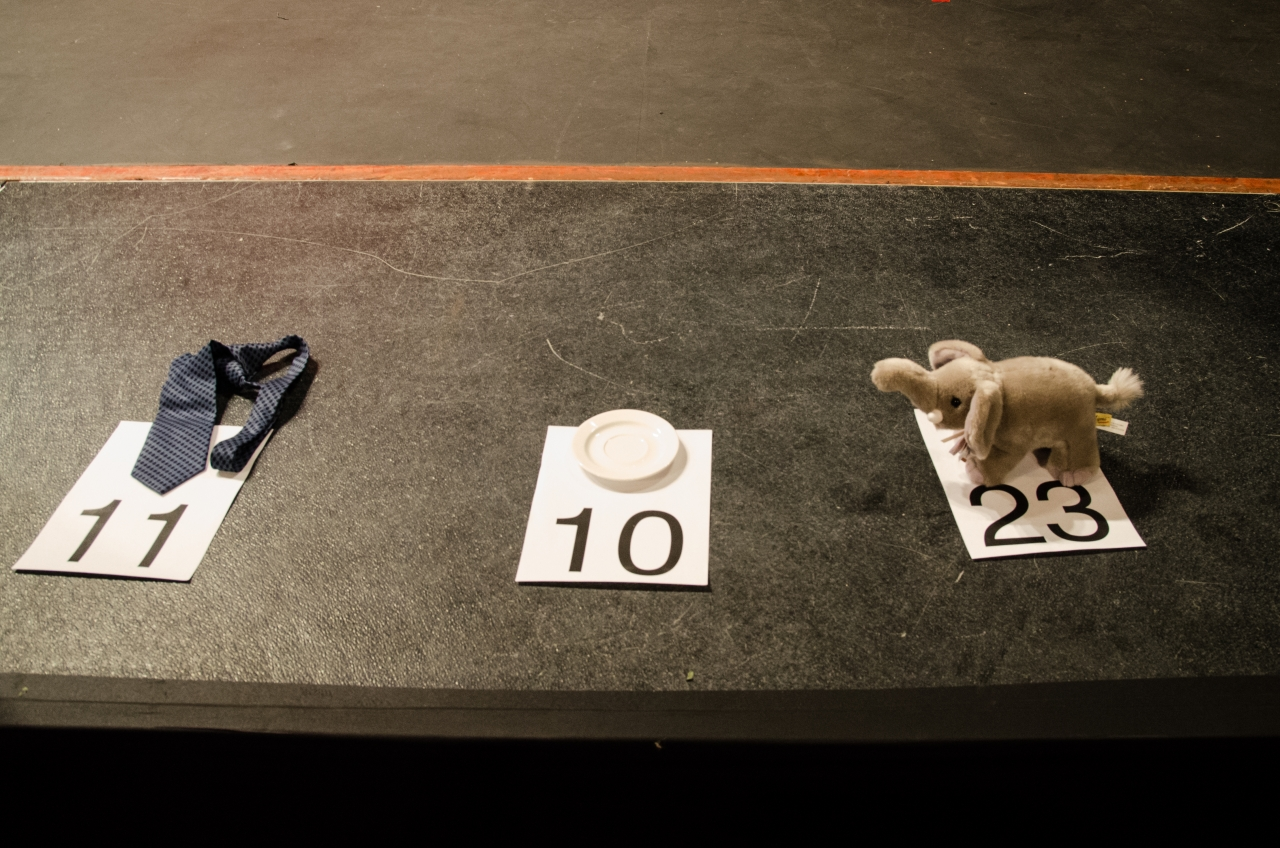
Les trois objets visionnés à distance en 2013

## Version francophone
En 1987, s'inspirant du One Million Dollar Paranormal Challenge, le physicien Henri Broch, le prestidigitateur Gérard Majax et l'immunologue Jacques Théodor ont lancé le défi zététique international.